# Orosz fakopáncs
Orosz fakopáncs (oroszul: Дуга-1 angolul Russian Woodpecker) volt az Egyesült Államokban és Nyugat-Európában a hidegháború alatt a népszerű neve annak a rádiójelnek, amelyet a rövidhullámú rádióvevőkön lehetett hallani 1976 júliusa és 1989 decembere között. Az éles, folyamatos, 10 Hz-es kattogó hang a harkály kopácsolására emlékeztetett.
A duga rendszer rendkívül nagy teljesítményű volt, több mint 10 MW-ot ért el, és a rövidhullámú rádióamatőr-sávokon sugározott. A véletlenszerű frekvenciaugrások gyakran megzavarták a törvényes adásokat, a rádióamatőr adásokat, az óceáni, kereskedelmi és légi közlekedést, valamint a közművek adásait, ami miatt a világ számos országából több ezer panasz érkezett. A jel olyannyira zavaróvá vált, hogy egyes kommunikációs rádió-vevőkészülékek áramköri kialakításukba „Woodpecker blanker”-t kezdtek beépíteni.
A nem igényelt jel spekulációk forrása volt, és olyan elméleteket szült, mint a szovjet agymosás és időjárás-módosítási kísérletek. A jellegzetes adásmintázat miatt azonban sok szakértő és rádióamatőr hobbisták felismerték, hogy egy horizonton túli rakétafelderítő rádiólokátorról van szó. A NATO katonai hírszerzés már a jelentésben a STEEL WORK vagy STEEL YARD nevet adta neki, az antenna hatalmas mérete alapján, amely 700 méter hosszú és 150 méter magas volt. Ez a hatalmas szerkezet egy fázisos elrendezést alkotott, és szükséges volt ahhoz, hogy nagy nyereséget biztosítson magasabb frekvencia, valamint megkönnyítse a sugárkormányzás, bár nem erősítették meg, hogy ez utóbbit valóban használták-e a normál működés során. Bár a rádióamatőr közösség jól ismerte a rendszert, az OTH elméletet csak a Szovjetunió felbomlása után erősítették meg nyilvánosan.
Ezt a hangot a szovjet korai rakéta-előrejelző rendszer részeként telepített Duga típusúáhorizonton túli rakétafelderítő rádiólokátorok által kibocsátott rádiójelek interferenciája okozta.

## Elhelyezkedése
Az eredeti Duga volt az első kísérleti rendszer. A dél-ukrajnai Mikolajiv Fekete-tengeri kikötője mellett építették, és sikeresen észlelte a mintegy 2500 kilométerre lévő Bajkonuri űrrepülőtérről indított rakétakilövéseket. A Duga képes nyomon követni a Távol-Keletről és a Csendes-óceánon lévő tengeralattjárókról indított kilövéseket, ahogy a rakéták a Jeges-tengeren lévő Novaja Zemlja felé repülnek. Ezt a hatalmas radarkomplexumot 2002-ben állították helyre, miután egy tűzvész súlyosan megrongálta. Az adó é. sz. 46° 48′ 26″, k. h. 32° 13′ 12″46.807222°N 32.220000°E, a vevő pedig a é. sz. 47° 02′ 28″, k. h. 32° 11′ 57″47.041203°N 32.199247°E ponton volt. Úgy tűnik [ki szerint?], hogy az ukrajnai Mykolaiv közelében lévő eredeti Duga adót és vevőt 2006-ban lebontották.
Az eredeti Duga helyére egy pár létesítmény került: a nyugati, Duga-1, és a keleti, Duga-2. A Duga-1-et Észak-Ukrajnában, Ljubecs és Csernobil–2 között építették. A vevőkészülék az é. sz. 51° 18′ 19″, k. h. 30° 03′ 57″51.305294°N 30.065931°E ponton található, Csernobiltól 12 kilométerre nyugat-északnyugatra; az adó az é. sz. 51° 38′ 16″, k. h. 30° 42′ 10″51.637772°N 30.702892°E ponton, Csernobiltól mintegy 50 kilométerre északkeletre (Csernyihivtől nyugatra, Homeltől délre).
A keleti rendszer, a Duga-2 a Habarovszki járásban, Komszomolszk-na-Amure közelében található, a vevőkészülék a várostól mintegy 30 km-re délkeletre, é. sz. 50° 23′ 08″, k. h. 137° 19′ 42″50.385550°N 137.328297°E, az adó pedig é. sz. 50° 53′ 35″, k. h. 136° 50′ 12″50.892961°N 136.836772°E, a várostól 45 km-re északra.